# 所沢市斎場
所沢市斎場（ところざわしさいじょう）は、埼玉県所沢市にある斎場・火葬場。所沢市が運営する。

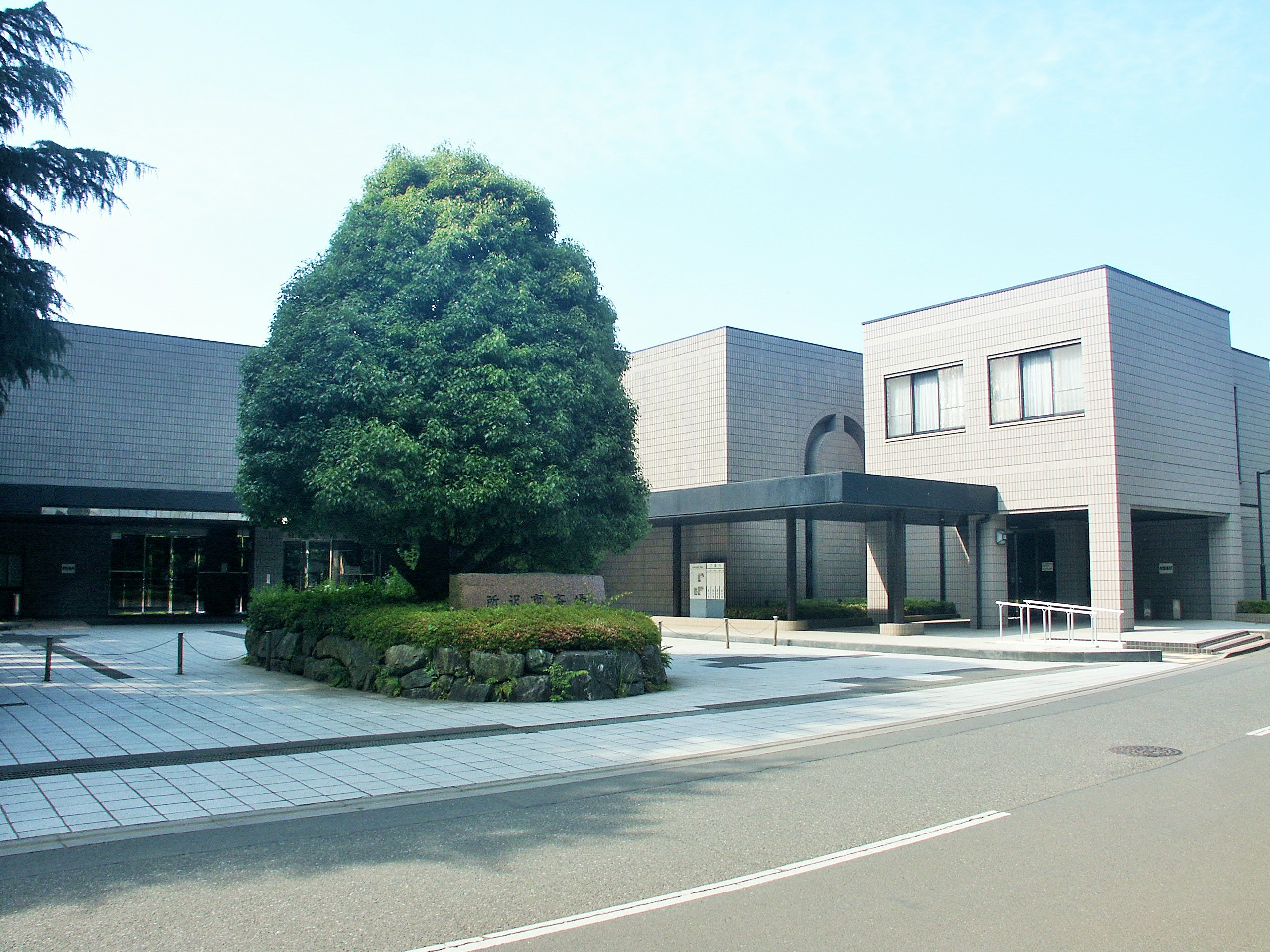
所沢市斎場

## 所在地
- 所沢市北原町1282番地

## 施設概要
- 待合室（火葬の場合のみ利用可能）：第1～第5待合室
- 式場：第1～第5式場
- 控室：第1～第5控室

## アクセス
- 西武新宿線航空公園駅東口より
  - タクシー：10分
  - バス：「並木通り団地」行きバスで｢北原町中央｣下車徒歩8分、「新所沢駅」行きバスで｢北原｣下車徒歩10分、エステシティ所沢」行きバスで｢所沢聖地霊園｣下車徒歩8分